# ویس‌الدین صفروف
ویس‌الدین صفروف (تاجیکی: Сафаров Вайсиддиг؛ زادهٔ ۱۵ آوریل ۱۹۹۶) بازیکن فوتبال است.
وی همچنین در تیم ملی فوتبال تاجیکستان بازی کرده‌است.